# Charles Montagu Doughty

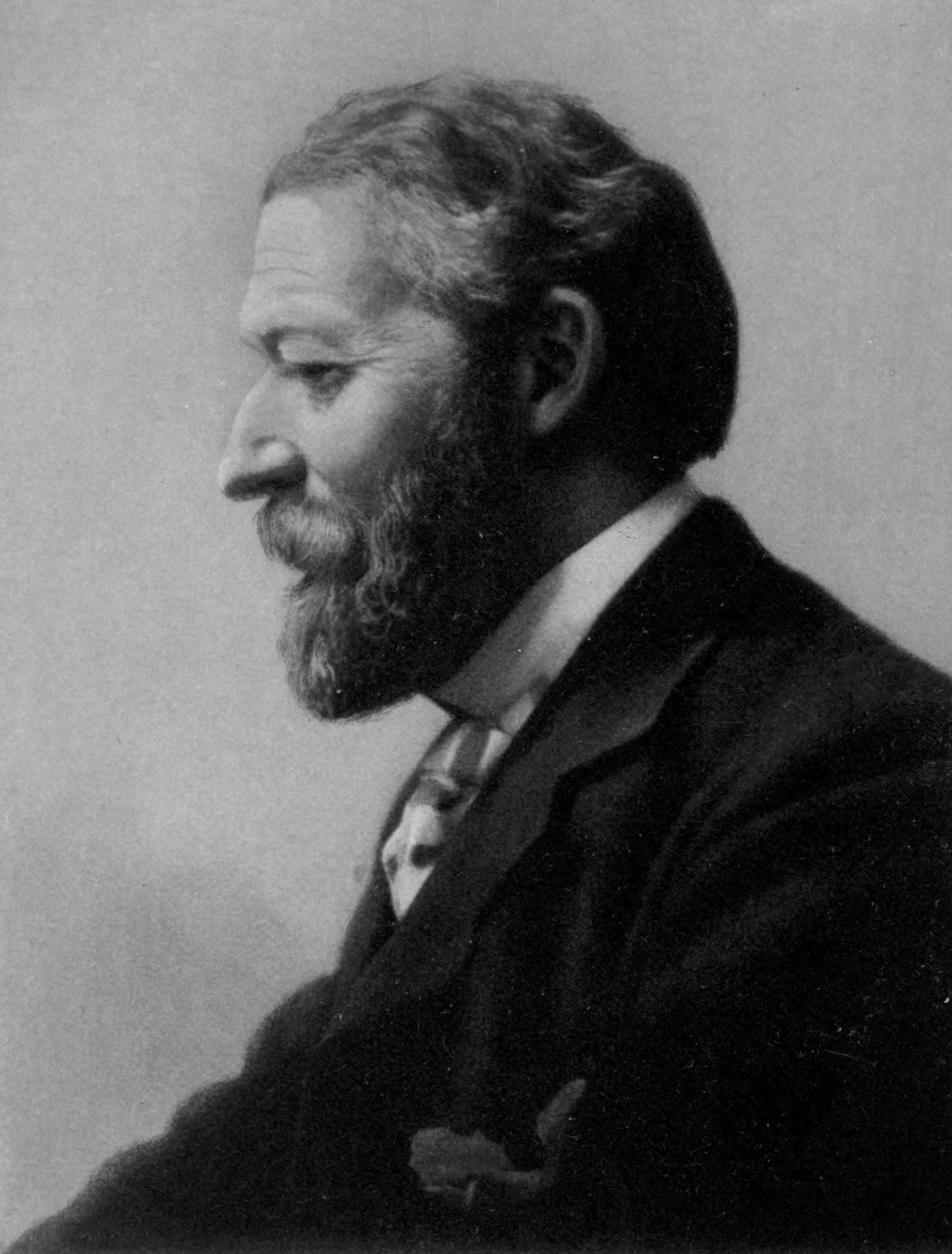
Charles Montagu Doughty

Charles Montagu Doughty (* 19. August 1843 in Theberton Hall, Suffolk; † 20. Januar 1926 in Sissinghurst, Kent) war ein britischer Schriftsteller und Forschungsreisender, tätig als Anglist, Geologe und Bibelforscher.

## Leben
Doughty studierte während seiner Zeit auf der Marineschule und später in Cambridge vorwiegend Naturwissenschaften. 
1871 unternahm Doughty Studienreisen nach Südeuropa, Nordafrika und in die Türkei. 1876 reiste er mit einer muslimischen Pilgerkarawane von Damaskus aus in den Süden nach Mada'in Salih. 1878 begleitete er die Butterkarawane weiter nach Mekka. Sein zweijähriger Aufenthalt in Mittel- und Nordarabien brachte zahlreiche wissenschaftliche Erkenntnisse. Doughty entdeckte zahlreiche Inschriften und Denkmäler, die für die Erforschung der alten arabischen Geschichte bedeutsam wurden.
Noch im gleichen Jahr kehrte er nach England zurück und verfasste ein Monumentalwerk Travels in Arabia Deserta, mit 1150 Seiten Arabien-Forschung. Dies war zu jener Zeit der bedeutendste und einflussreichste Reisebericht über die arabische Welt und die Wüstenbeduinen. T. E. Lawrence (Lawrence von Arabien) bezeichnete die Publikation als eine „Bibel Arabiens“ und berief sich immer wieder auf diese. Dieses Reisewerk zeichnet sich durch scharfe Beobachtung der geographischen, naturhistorischen, archäologischen und ethnographischen Verhältnisse aus. 1922 wurde er Ehrenmitglied der British Academy.
Doughty wurde nach seinem Tod 1926 im Londoner Krematorium in Golders Green verbrannt, seine Asche wurde im Gewann 1 der Cloisters verstreut (siehe dort Täfelchen 2610).

## Werke
- Travels in Arabia Deserta (2 Bände, Cambridge 1888) (Digitalisat I, II)
  - Die Offenbarung Arabiens. Arabia Deserta. Paul List Verlag, Leipzig 1937 (aus dem Englischen von Hertha Federmann)
  - deutsch, bearbeitet, gekürzt und übersetzt von Hans-Thomas Gosciniak: Arabia Deserta. Wanderungen in der Arabischen Wüste 1876-1878. Mit einer Einleitung von Lawrence von Arabien. DuMont, Köln 1979, ISBN 3-7701-1045-5.
- The Dawn in Britain (1906)
- Adam Cast Forth (1908)
- The Cliffs (1909)
- The Clouds (1912)